# Werner z Oberwesel

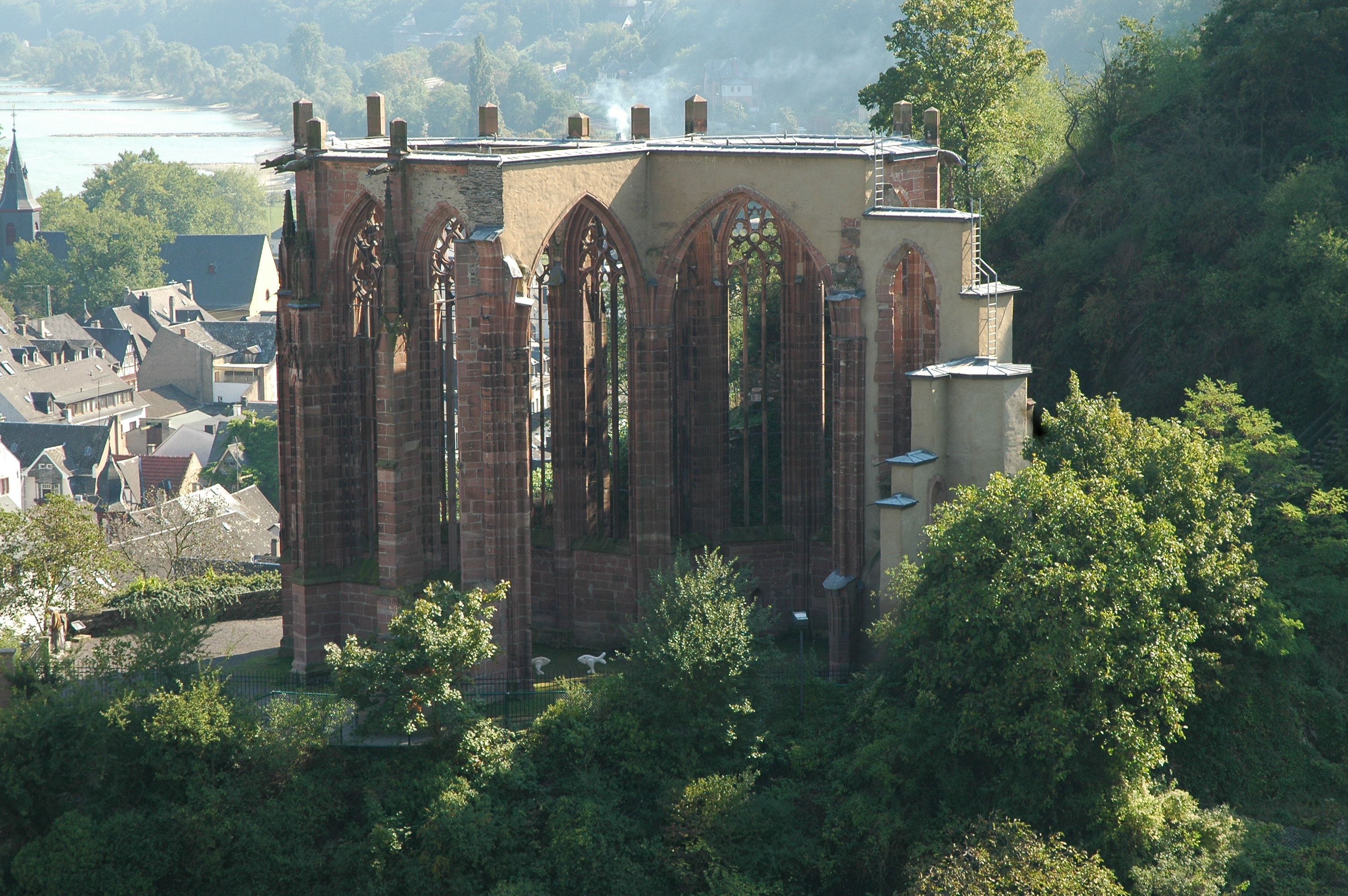
Nieukończona świątynia w Bacharach

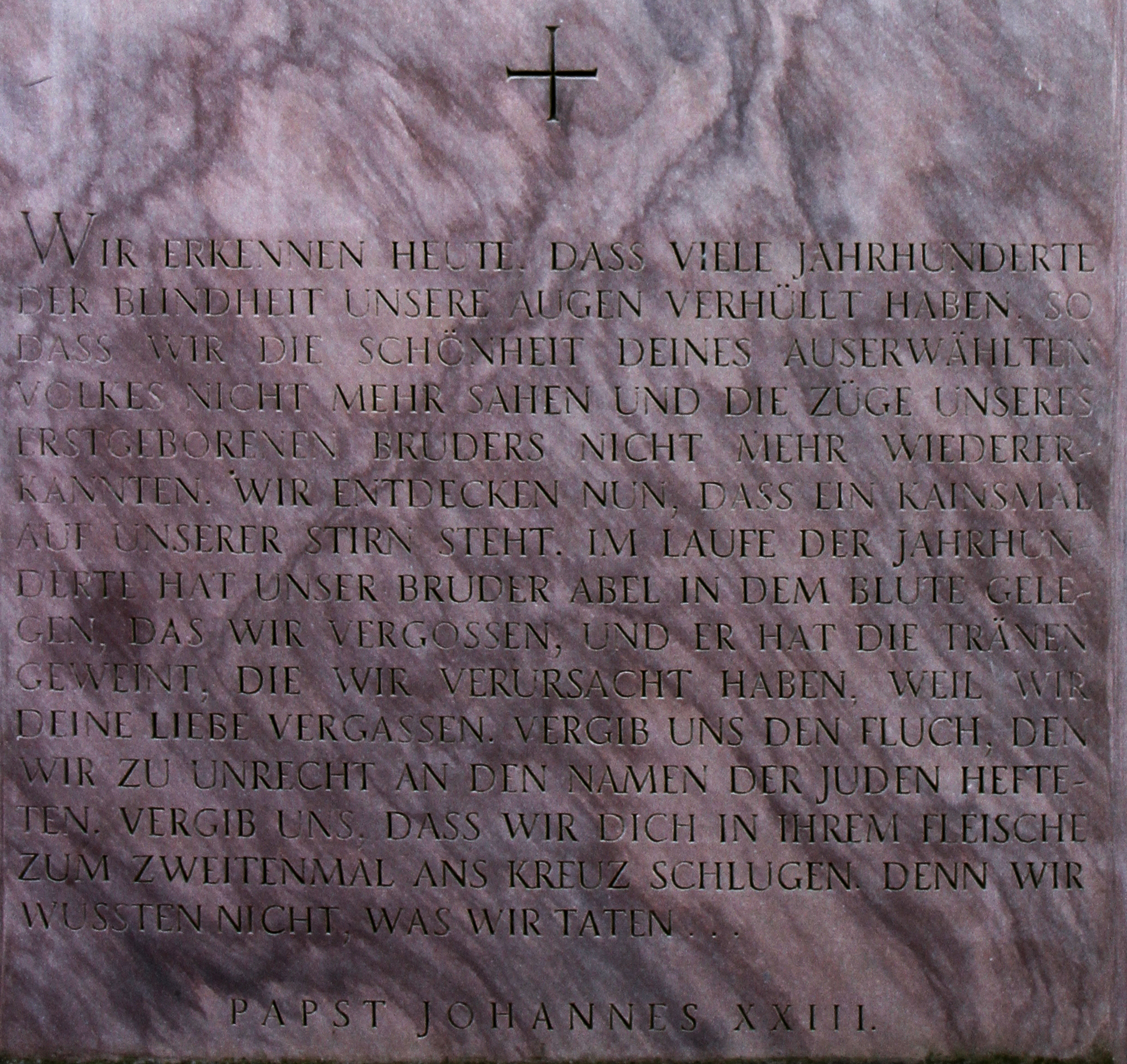
Tablica upamiętniająca tragiczne wydarzenia z tekstem modlitwy pokutnej papieża Jana XXIII

Werner z Oberwesel, niem. Werner von Oberwesel (ur. 1271 lub 1273 w Womrath, zm. 1287 w Oberwesel) – niemiecki męczennik Kościoła katolickiego. Należał do grupy Szymona z Trydentu i Williama z Norwich, o których rzekomy mord rytualny oskarżono Żydów.

## Biografia
Jego rodzice byli ubogimi wyrobnikami. Pracował najpierw jako pracownik najemny w winnicy w Steeg, po czym ze względu na trudną sytuację przeniósł się do Oberwesel, gdzie posługiwał u żydowskiej rodziny.
Zmasakrowane zwłoki 16-letniego chłopca znalezione zostały w Wielki Czwartek 1287 roku. O jego zabójstwo oskarżono Żydów, którzy jakoby mieli dokonać rytualnego mordu na chłopcu w dniu święta Paschy. Efektem tego były ataki na Żydów z Oberwesel i sąsiednich miast, powtarzające się w latach 1286–1289; tylko w Bacharach zamordowano dwudziestu sześciu Żydów. Król Rudolf I Habsburg, do którego zwrócili się z prośbą o ochronę, wydał dokument, w którym stwierdził, iż Żydom wyrządzono wielką krzywdę. Nakazał spalenie ciała Wernera i rozsypanie jego prochów.
W latach 1426–1429 ówczesny proboszcz Bacharach, Winand ze Steeg, pragnąc rozpowszechnić kult Wernera, zwrócił się do kardynała Orsiniego, by ten uzyskał aprobatę u papieża. Kardynał zabrał akta do Rzymu i na tym etapie, według niektórych źródeł sprawa zakończyła się; inne źródła podają, że kardynał uzyskał zgodę na kultywowanie grobu Wernera i jego osoby. Niektóre źródła podają rok 1428 za datę jego kanonizacji. Dzięki relikwii, jaką otrzymał klasztor św. Magdaleny w Besançon, kult Wernera rozprzestrzenił się w regionie Franche-Comté, gdzie stał się patronem winnic. Wspomnienie w diecezji trewirskiej obchodzono dopiero od XVIII stulecia; po II soborze watykańskim (1963) zniknęło ono z kalendarzy diecezjalnych. Do II soboru watykańskiego (1962) jego wspomnienie liturgiczne obchodzone było 19 kwietnia. Obecnie nie znajduje się w spisie Martyrologium Romanum.

## Kaplica Wernera w Bacharach
Zwłoki Wernera zostały pochowane w kaplicy św. Kuniberta w Bacharach, którą po rozpowszechnieniu się kultu Wernera zamierzano przebudować na okazałą świątynię. Budowla nie została jednak nigdy ukończona.
W 1996 na budowli została umieszczona tablica upamiętniająca pogrom zawierająca tekst modlitwy wyrażającej skruchę za trwające wiele wieków prześladowania Żydów przez chrześcijan. Napisał ją papież Jan XXIII na krótko przed śmiercią.